# Licurgo (ateniense del siglo VI a. C.)
Licurgo fue un político ateniense, hijo de Aristolaides, que vivió en el siglo VI a. C.
Encabezó una rebelión de los habitantes de la llanura del Ática al mismo tiempo que Megacles comandaba a los de la costa y que Pisístrato sublevaba a los montañeses. Fue Pisístrato el que triunfó y se convirtió en tirano de Atenas. Poco después, sin embargo, los partidarios de Megacles y Licurgo derrocaron a Pisístrato. Posteriormente Mégacles y Licurgo se enemistaron y el primero hizo un pacto con Pisístrato que permitió al tirano recuperar el poder.